# Feynmana wykłady z fizyki
Feynmana wykłady z fizyki – zapis wykładów wygłoszonych przez Richarda Feynmana dla studentów fizyki I i II roku na Caltechu (Kalifornijskim Instytucie Techniki) w latach 1961–1964. Publikacja ta została opracowana przez Feynmana, Roberta Leightona i Matthew Sandsa.
Podręcznik, po zaakceptowaniu przez Komitet do spraw Nowego Programu Fizyki (w składzie: Robert Leighton, Victor Neher i Matthew Sands), został uznany za niezwykły w swojej dziedzinie. Używany dekady później, stawia sobie za cel nietradycyjny sposób tłumaczenia praw fizyki, wciągając czytelnika do odkrywania ich i pokazując fizykę jako fascynującą naukę. Sam Feynman miał powiedzieć, że ludzkość zapamięta go nie z QED, ale właśnie z Wykładów.

## Polskie tłumaczenie
Seria składa się z 3 tomów (dwa po dwie części). W Polsce została wydana po raz pierwszy w 1968 przez PWN.
- Tom 1, cz. 1 Mechanika, Szczególna teoria względności
- Tom 1, cz. 2 Optyka, Termodynamika, Fale
- Tom 2, cz. 1 Elektryczność, Magnetyzm, Elektrodynamika
- Tom 2, cz. 2 Elektrodynamika, Fizyka ośrodków ciągłych
- Tom 3 Mechanika Kwantowa

Publikacja była wznawiana, m.in. w 2017.